# Negacionismo del genocidio armenio

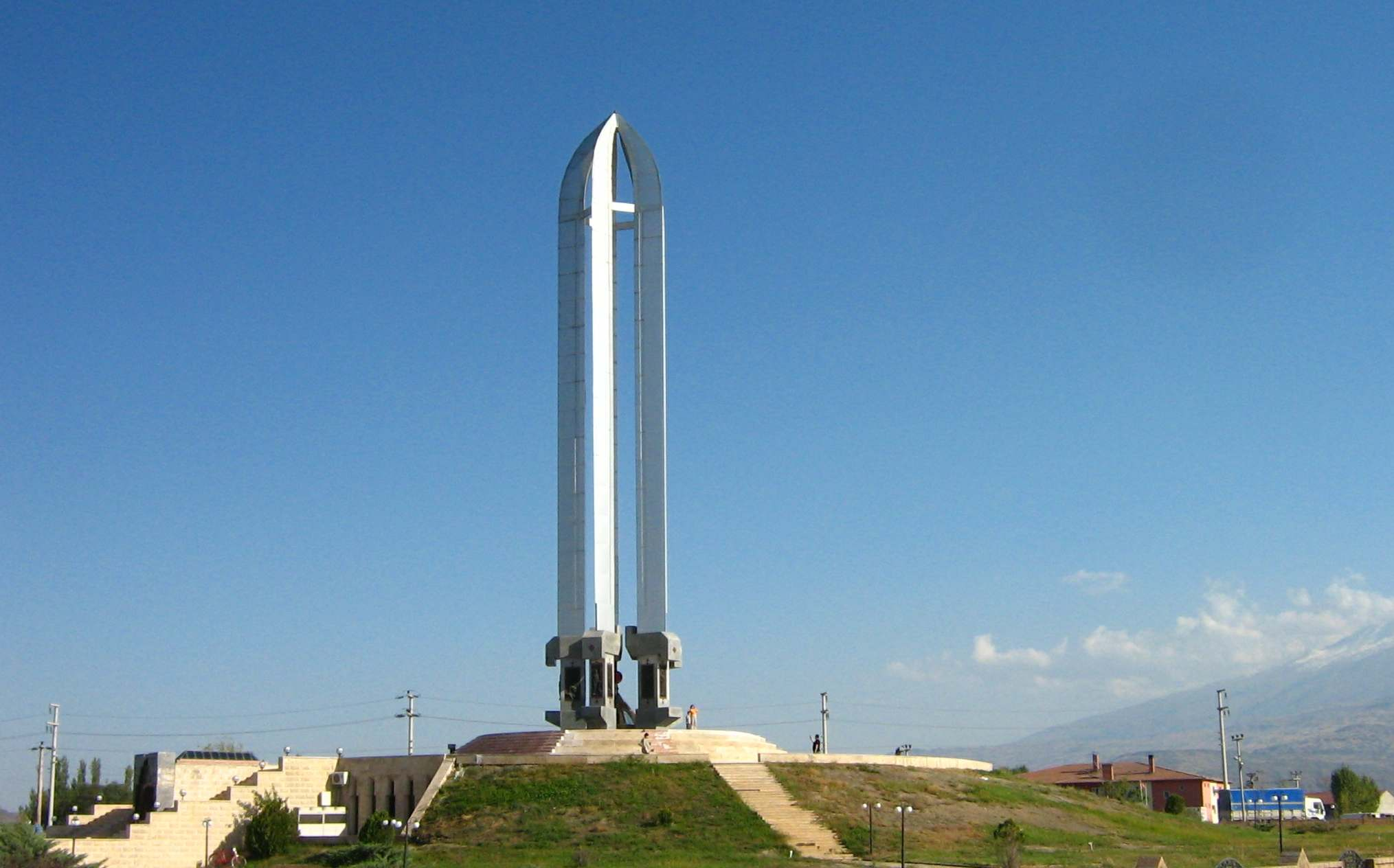
El Memorial y Museo del Genocidio de Iğdır promueve la falsa visión de que los armenios cometieron genocidio contra los turcos, y no al revés.

La negación del genocidio armenio es la respuesta negativa a interpretar como genocidio los acontecimientos ocurridos en el Imperio otomano después del 24 de abril de 1915 y la Ley Tehcir de mayo de 1915.

## Turquía
La República de Turquía niega que las autoridades otomanas intentaran eliminar al pueblo armenio. Turquía reconoce que durante la Primera Guerra Mundial muchos armenios murieron, pero asevera que también murieron turcos, y que se cometieron masacres por ambas partes como consecuencia de la violencia interétnica y el conflicto en mayor escala de la Primera Guerra Mundial.[cita requerida]
Medios oficiales negacionistas turcos afirman que el número de víctimas puede situarse en un rango de cifras situado entre las 200.000 y las 600.000.[cita requerida] Más recientemente, cifras más bajas de víctimas armenias fueron presentadas por el profesor Yusuf Halaçoğlu, director negacionista de la Academia de Historia Turca (Türk Tarih Kurumu). En dichos cálculos, él estima que un total de 56.000 armenios fallecieron durante dicho período debido a las terribles condiciones derivadas de la Primera Guerra Mundial, y que menos de 10 000 fueron asesinados realmente. En otra de sus investigaciones, mantiene que cerca de 518.000 turcos fueron asesinados por armenios.
Turquía también critica las semejanzas con el Holocausto indicadas por ciertos sectores, indicando que, a diferencia de los armenios, la población judía de Alemania y Europa no hizo campaña en pro de una separación ni se rebeló aliándose con potencias extranjeras.[cita requerida] Además señalan el hecho de que la sola mención de un genocidio armenio en cualquier parte del mundo puede encontrarse únicamente con una queja formal de los embajadores turcos,[cita requerida] mientras que la mención de la misma en Turquía puede acarrear la posibilidad de la apertura de un procesamiento judicial y la condena a prisión, como en el caso del periodista Hrant Dink o el escritor turco y ganador del Premio Nobel Orhan Pamuk, cuyo caso fue rechazado por un tribunal turco.
El Ejecutivo de Ankara también ha criticado la exigencia del Parlamento Europeo de que Turquía reconozca la existencia del genocidio armenio. En un comunicado difundido por el Ministerio de Exteriores turco, Ankara niega la existencia del genocidio y afirma que "las controversias históricas deben ser evaluadas por los historiadores".
El primer ministro turco, Recep Tayyip Erdoğan propuso, en marzo de 2005, al gobierno de Armenia formar una comisión conjunta, compuesta de historiadores turcos, armenios y del resto de naciones, que estableciera la verdad de los acontecimientos de 1915.

## Francia
En 2011 se anuncia un proyecto de ley, a unos meses de las elecciones presidenciales, donde se penalizará a quién niegue el genocidio armenio, al igual que se hace con el Holocausto. Este anuncio recibe fuertes críticas de los turcos alegando la imposibilidad de que su país se defienda de alegaciones falsas y sin fundamento. La ley fue revocada por el Tribunal Constitucional de Francia a pocos meses de ser legislada.

## Suiza
Una corte de Suiza condenó, en 2007, al político turco Doğu Perinçek por haber "negado" el genocidio armenio en una conferencia realizada en dicho país en el año 2005. La apelación de Perinçek resultó en la confirmación de la sentencia. Perinçek llevó, en 2008, el caso al Tribunal de Derechos Humanos de Europa, órgano supremo de justicia del Consejo de Europa. El Tribunal sentenció, a finales de 2013, que la condena de la corte suiza viola el artículo 10 de la Convención Europea de Derechos Humanos sobre la libertad de expresión. El Tribunal rechazó la defensa del Estado suizo, aseverando que solámente 20 de los 190 países independientes en el mundo reconocen los eventos de 1915 como un genocidio, haciendo referencias a la postura turca oficial sobre el tema.

## Otros

El reconocimiento del genocidio armenio en el mundo.

Ha existido una larga reticencia a reconocer el primer genocidio del siglo XX por parte de Estados Unidos. El presidente George W. Bush ha dicho que la aprobación de la resolución 106 del Congreso, la cual reconoce y condena el genocidio armenio, "causaría un gran daño a sus relaciones con un aliado clave en la OTAN y a la guerra contra el terrorismo", asimismo que esta resolución "no es la respuesta correcta a estas matanzas masivas históricas". El 11 de octubre de 2007, por 27 votos a favor y 21 en contra, finalmente la resolución fue aprobada por el Congreso El portavoz del Departamento de Estado, Sean McCormack, lamentó la aprobación de la resolución, y reiteró que el Gobierno de EE. UU. se opone enérgicamente a la resolución, por considerar que ésta "podría causar un gran daño a las relaciones entre EEUU y Turquía", mientras que el presidente turco Abdullah Gül calificó de inaceptable la aprobación. 
Algunas organizaciones judías como la Liga Antidifamación (ADL), el Comité Judío Americano y el Comité Americano Israelí de Asuntos Públicos también se han opuesto a la resolución 106 del Congreso. Ejemplo de ello es el despido llevado a cabo por el director nacional de la Liga Antidifamación, Abraham Foxman, al director regional de Nueva Inglaterra, Andrew H. Tarsy por apoyar esta resolución. Tras afrontar un temporal de desaprobación, Foxman volvió a contratar a Tarsy y afirmó que las acciones turcas eran "equivalentes al genocidio" pero continuó sin añadir el apoyo de la ADL a la resolución 106 explicando: "Seguimos creyendo firmemente que una resolución del Congreso en temas así es un recurso contraproducente y no fomentará la reconciliación entre turcos y armenios, y podría poner en peligro a la comunidad judía turca y la importante relación multilateral entre Israel, Turquía y los Estados Unidos".
Otros países, como Israel, Reino Unido, Alemania o España, no utilizan el término "genocidio" para referirse a estos hechos. Existe asimismo un desacuerdo en cuanto al número de muertes. Uruguay fue el primer país en reconocer formalmente el Genocidio Armenio. Varios estudiosos como Justin A. McCarthy, profesor de la Universidad de Louisville o el historiador turco Omer Turan ofrecen una perspectiva alternativa que indica, que según estudios demográficos de la época, eran menos de 1,5 millones los armenios que vivían en el Imperio otomano, insinuando pues que las cifras publicadas relativas a la muerte de millón de armenios pueden haber sido exageradas en demasía e incluso afirman que en ese periodo murieron 3 millones de turcos.

Si decir que ambas partes se mataron entre sí me convierte en un negador del genocidio, entonces soy un negador [...] el titular el documental "El Genocidio Armenio" es una falsa descripción de una historia complicada.
Justin A. McCarthy, historiador estadounidense.